# Справедливостта на Кара
Справедливостта на Кара (на турски: Karadayı, в най-близък превод Чичото в черно) e турски драматичен сериал, излязъл на телевизионния екран през 2012 г.

## Излъчване
| Сезон | Сезон | Епизоди | Начало на сезона  | Край на сезона | Всички епизоди | ТВ сезон    | ТВ канал |
| ----- | ----- | ------- | ----------------- | -------------- | -------------- | ----------- | -------- |
|       | 1     | 36      | 8 октомври 2012   | 17 юни 2013    | 1 – 36         | 2012 – 2013 | ATV      |
|       | 2     | 39      | 9 септември 2013  | 16 юни 2014    | 37 – 75        | 2013 – 2014 | ATV      |
|       | 3     | 40      | 15 септември 2014 | 15 юни 2015    | 76 – 115       | 2014 – 2015 | ATV      |

## Излъчване в България
| Сезон | Сезон | Епизоди | Начало на сезона     | Край на сезона    | Всички епизоди | ТВ сезон       | ТВ канал |
| ----- | ----- | ------- | -------------------- | ----------------- | -------------- | -------------- | -------- |
|       | 1     | 93      | 24 септември 2013 г. | октомври 2014 г.  | 1 – 93         | 2013 – 2014 г. | TV7      |
|       | 2     | 106     | 4 септември 2020 г.  | 29 януари 2021 г. | 94 – 198       | 2020 – 2021 г. | TDC      |
|       | 3     | 116     | 1 февруари 2021 г.   | 9 юли 2021 г.     | 199 – 315      | 2021 г.        | TDC      |

## Актьорски състав
- Кенан Имирзалъолу – Махир Кара
- Бергюзар Корел – Фериде Шадоолу
- Четин Текиндор – Назиф Кара
- Еркан Авджъ – Недждет Гюней
- Мелике Ялова – Айтен Гюней
- Ръза Коджаоглу – Ясин Улуташ
- Елиф Сьонмез – Илконур Кара
- Лейля Лидия Туутлу – Сонгюл Кара
- Дженан Чамйурду – Ердал Енгин
- Дениз Шен Хамзаоолу – Бюлент Тиряки
- Улаш Туна Астепе – Орхан Кара
- Емир Чубукчу – Осман Гюней
- Озан Аач – Исмет Ертекин
- Перихан Еренер – Зехра
- Ирем Кахйаоолу – Суна Демир
- Уур Аслан – Исмаил Гюн
- Керем Фътъна – Аднан Ток
- Юрдаер Окур – Тургут Акън
- Фунда Еригит – Белгин Тюре
- Фатих Ал – Юсуф
- Хюсеин Сояслан – Кютюк Наил
- Шебнем Дилигил – Сафийе Кара
- Ациз Карадуман – Далян Ръза
- Аслъ Орчан – Сера Ашък
- Лила Гюрмен – Кериме Шадоолу
- Атаберк Мутлу – Назиф Тиряки
- Нихат Алтънкая – Синан Коджа
- Мехмет Боздуган – Йълан Бердан
- Олгун Токер – Мелих Шадоолу
- Ерхан Язъджъоглу – Мехмет Саим Шадоолу
- Дживан Джанова – Четин Хюнкароглу
- Асу Езги Ташкъраноглу – Нуртен Алев
- Мелих Чардак – Сердар
- Башак Окай – Сюрея

## В България
В България сериалът започва излъчване на 24 септември 2013 г. по TV7. Излъчен е само първи сезон. Ролите се озвучават от Татяна Захова, Силвия Русинова, Йорданка Илова, Симеон Владов, Васил Бинев и Христо Узунов.
На 27 април 2020 г. започва повторно излъчване по TDC. На 4 септември стартира втори сезон и завършва на 29 януари 2021 г. На 1 февруари започва трети сезон и завършва на 9 юли. Дублажът е на студио Медиа Линк. Ролите се озвучават от Татяна Захова, Ирина Маринова, Георги Георгиев – Гого, Васил Бинев и Николай Николов.